# Soranik Natu
Soranik Natu è un personaggio dei fumetti DC Comics, creato dagli scrittori Geoff Johns e Dave Gibbons, e dal disegnatore Patrick Gleason. Comparve per la prima volta in Green Lantern Corps: Recharge n. 1 (novembre 2005). È un membro del Corpo delle Lanterne Verdi, un'extraterrestre del pianeta Korugar. Si rivelerà essere la figlia e il successore del criminale Sinestro, che ebbe questa figlia con la sua ultima moglie, Arin Sur, in Green Lantern Corps (vol. 2) n. 35 (aprile 2009), e quindi è anche la nipote del predecessore di Hal Jordan, Abin Sur. Ha anche una relazione amorosa con Kyle Rayner.

## Biografia del personaggio

### Origini
Un medico neurochirurgo, Natu, come il resto della sua razza, vedeva le Lanterne Verdi ed ogni cosa a loro associata come un simbolo d'oppressione, poiché il primo Korugariano ad essere divenuto una Lanterna Verde fu il rinnegato Sinestro. Sinestro, senza che i suoi superiori, i Guardiani dell'Universo, che amministrano il Corpo delle Lanterne Verdi, ne fossero a conoscenza, utilizzò il suo anello del potere per schiavizzare il suo popolo e governare su di loro come un dittatore. Come risultato, fu conosciuto tra i Korugariani come "Il Malvagio". Sebbene i crimini di Sinestro furono infine esposti ai Guardiani dalla Lanterna Verde della Terra Hal Jordan, ed egli fu imprigionato, l'anello del potere e il simbolo delle Lanterne Verdi assunsero il significato che la svastica ha assunto sulla Terra. Quando un altro Korugariano, Katma Tui, successivamente divenne una Lanterna Verde, non fu sufficiente a ripulire l'immagine che il Corpo aveva di Korugar. Piuttosto, Tui fu vista come un mostro dalla sua stessa gente per essersi alleata con loro, anche dopo aver quasi sacrificato la sua vita per salvarli, ed è conosciuta tra i suoi simili come "La Perduta".
Il Corpo soffrì una devastazione quando l'entità demoniaca conosciuta come Parallax prese il controllo di Hal Jordan, trasformandolo in uno psicopatico assassino di massa, che uccise quasi tutti i membri del Corpo, compresi tutti i Guardiani tranne uno, Ganthet. I ranghi dei Guardini furono poi ricostituiti dal rimpiazzo di Hal Jordan, Kyle Rayner, e dopo che Parallax fu rimosso da Jordan, e che questi ridivenne una Lanterna Verde, i Guardiani si mossero per ricostruire il Corpo, cercando in tutto l'universo altre 7200 Lanterne Verdi. Quando Tarkus Whin, la Lanterna Verde del settore 1417 (di cui fa parte anche Korugar) fu ucciso nel suo prim giorno da Lanterna Verde dopo che la Stella 196 collassò in un buco nero, il suo anello andò in cerca di un rimpiazzo, e trovò la Dottoressa Natu nel mezzo di un intervento neurochirurgico di massima delicatezza sul suo pianeta, Korugar.

### Lanterna Verde di Korugar
Natu era inorridita alla comparsa dell'anello e lo respinse, ma, quando le condizioni del suo paziente cominciarono immediatamente a peggiorare davanti a lei, Natu, volendolo salvare, lo accettò. Lo utilizzò per evocare un apparato medico elaborato per salvarlo, sebbene i suoi colleghi nella stanza operatoria sentirono che accettando l'anello, aveva condannato sé stessa. Sebbene permise all'anello di portarla sul pianeta Oa, che serviva da quartier generale dei Guardiani, lei se ne andò, rifiutando di fare parte del Corpo. Tuttavia, nel suo viaggio di ritorno su Korugar, fu perseguitata dal pensiero di Tarkus Whin, poiché i riti funebri sono sacri su Korugar. Il suo anello la portò al buco nero che fu la stella 1417.196, che la risucchiò come fece con Whin. Si ritrovò da qualche parte in un luogo privo di luce, insieme al corpo di Tarkus Whin.
Avvertendo gli assassini di Whin e capendo che erano in grado di annientare una Lanterna Verde, Natu ingoiò il proprio anello. Gli ordinò di alterare le funzioni del proprio corpo, così che potesse apparire come un pezzo di materia morta ai vicini ragni assassini. L'anello fu anche programmato per reagire agli altri anelli. I suoi compagni Lanterne Kyle Rayner e Guy Gardner la salvarono e la convinsero a restare nel Corpo.
Natu, Rayner e Gardner si incontrarono con l'addestratore di Lanterne Verdi Kilowog e le nuove reclute Isamot Kol e Vath Sarn. Scoprirono che le recenti esplosioni di stelle che collassavano in buchi neri erano causate dalla ragnatela subspaziale creata dagli abitanti del Sistema Vega, conosciuti come la Gilda dei Ragni.
Natu dimostrò un potente controllo emozionale contro i ragni meccanici e molti cacciatori di taglie. Lavorò oltre l'anomalia della paura, che rendeva gli anelli del potere inefficaci contro il colore giallo durante i momenti di paura o di panico, finché o a meno che la Lanterna non avesse radunato tutto il suo coraggio. Con gli anelli dei suoi compagni quasi senza potere, toccò a Natu salvarli, cosa che fece, riparandoli tutti in una sfera d'energia e ritirandosi dalla tana della Gilda dei Ragni. Natu ed un piccolo aggruppamento di altre Lanterne riuscirono a respingere il tentativo di distruzione del sole di Oa da parte della Gilda.
Infine, Natu capì che non tutte le Lanterne Verdi erano corrotte come Sinestro, come credeva il suo popolo, ma vedeva il suo anello, che in passato era appartenuto a Sinestro, come pieno di male.
In Crisi infinita n. 9 (giugno 2006), Natu partecipò alla difesa di Oa dagli attacchi assassini di Superboy-Prime. Aiutò a formare uno scudo di energia smeraldo che rallentò il furioso adolescente. Arrivò sul pianeta Mogo in tempo per assistere la distruzione della kryptonite che minacciava la vita di Superman.

### Un Anno Dopo
Come nella linea temporale di "Un Anno Dopo", Natu completò il suo addestramento e divenne un membro attivo del Corpo. Dopo aver cercato consiglio da Mogo, decise di tornare sul suo pianeta e di continuare il suo lavoro come neurochirurgo; questo più i suoi doveri da Lanterna Verde; questo le fece incontrare non poca resistenza da parte dei suoi ex-colleghi, che trovavano il suo utilizzo del potere di Lanterna Verde offensivo. Dopo aver utilizzato nuovamente l'anello in una sala operatoria, le fu vietato di praticare ancora la professione medica su tutto il suo pianeta natale per sempre. Poco dopo, fu sfrattata dalla sua casa, e le sue cose furono gettate per strada. Bruciò i suoi vecchi averi, affermando che Korugar aveva già ucciso Soranik Natu, e se ne andò in lacrime.
Natu fu costretta a vivere per strada. Però, dopo aver utilizzato l'anello per salvare chirurgicamente la vita ad un senza tetto, la classe povera di Korugar cominciò ad andare da lei per aiuto medico. Mentre la felicità si sviluppava per tutto ciò, Natu si sentì sconfortata quando la gente cominciò a fare di lei un salvatore e ad utilizzare il suo simbolo per una rivoluzione contro la casta ricca del pianeta.

### Guerra contro i Sinestro Corps
Durante la guerra contro i Sinestro Corps, lo stesso Sinestro tornò su Korugar per confrontarsi con il suo successore, Soranik Natu. Sinestro la sconfisse, ma le risparmiò la vita, calcolando che ciò l'avrebbe costretta a restare su Korugar per perseguire le sue responsabilità di "Salvatrice di Korugar" e a mantenere il pianeta in salvo fino al suo ritorno. Quindi, Sinestro ritornò sui Qward per partecipare alla guerra che vi aveva luogo. La gente di Korugar, credendo che Natu aveva respinto Sinestro, cominciò a tenerla in una considerazione più alta.
Soranik Natu giunse sulla Terra per aiutare i suoi compagni Lanterne che partecipavano agli eventi della guerra contro i Sinestro Corps. Si confrontò contro l'Anti-Monitor al fianco di Sodam Yat e fu testimone della sua trasformazione nella nuova entità di Ion. Agì da medico da campo durante la battaglia che si svolse a New York, salvando Guy Gardner quando fu infettato dal virus senziente Despotellis. Natu utilizzò una siringa per iniettargli Leezle Pon, un compagno Lanterna Verde e virus a livello microscopico. Dopo che la guerra finì, Soranik fu vista su Oa, che rimetteva in sesto una Lanterna Verde con un arto meccanico. Successivamente, fu fondamentale per la sconfitta e la cattura del membro del Sinestro Corps Krib. Dopo di ciò, Soranik e Rayner si confessarono il proprio interesse romantico.

### Parentela
Durante gli eventi di Eclissi Smeraldo, Soranik tornava su Korugar per parlare alla sua gente e spiegare loro perché Sinestro non era stato ucciso. Dopo il suo discorso al popolo, lei insieme alla Lanterna Iolande, parlarono con la gente di Korugar. Quindi comparve Sinestro, che mise fuori combattimento Iolande, e rivelando di essere il padre di Soranik.
Natu non credette a Sinestro, ma lui le raccontò una storia convincente della loro parentela. Poco dopo la sua nascita, Sinestro arrivò alla conclusione che il mondo caotico e disorganizzato di Korugar non era il genere di posto in cui voleva far crescere sua figlia, e cominciò la sua crociata per portare ordine alla sua gente costringendola con il ruolo di Lanterna Verde.
Mentre cominciò la sua ascesa al potere, Sinestro e sua moglie, (Arin Sur, sorella di Abin Sur) cominciarono a discutere di ciò che lui stava facendo. Questo, più i numerosi tentativi di minacce fatte a lui e alla sua famiglia, fecero sì che sua moglie se ne andasse con Soranik. La bambina fu quindi affidata alle cure di Karoll e Dgibb Natu, la prima di cui fu l'ostetrica che portò Soranik alla luce. Soranik adottò il suo cognome e fu portata a credere che quelli fossero i suoi genitori.
Inizialmente, Sinestro ebbe difficoltà a localizzare sua figlia, e pensò che era meglio così. Tuttavia, riuscì a localizzarla, e utilizzò il suo anello per lasciarle un marchio sul suo volto mentre dormiva. Il marchio, modellato sulla forma dello stemma di famiglia (i due triangoli a punta in giù sotto il suo occhio sinistro), conteneva un micro trasmettitore che lo avrebbe aiutato a trovarla facilmente da lì in poi. Sinestro disse, poi, di essere andato a trovare Soranik occasionalmente, a volte sotto mentite spoglie. Sinestro concluse la sua storia affermando a Soranik che lui era fiero di lei e di tutto ciò che lei riuscì a fare nella vita, anche nel portare ordine su Korugar, cosa che lui non riuscì a fare. Quindi, Sinestro le disse che nonostante ciò che lei sentisse per lui, avrebbero dovuto lavorare insieme per scongiurare la notte più profonda, oltre ad avvertirla che i nemici di lunga data del Corpo, Atrocitus e le sue Lanterne Rosse, la avrebbero cercata per vendicarsi di Sinestro. Capendo che Sinestro diceva la verità, Soranik tentò di rimuovere il marchio dal suo volto utilizzando il costrutto di un laser creato con il suo anello per distruggere la relazione tra lei ed il suo dispotico padre, ma fallì, lasciandosi così un amaro ricordo. L'unico membro del Corpo ad essere a conoscenza di tutto ciò è Iolande.

### La notte più profonda
Nel crossover La notte più profonda, mentre erano sulla strada per Oa, Soranik e Iolande incontrarono Guy Gardner e Kyle Rayner. Il gruppo fu quindi sorpassato da uno sciame di anelli neri del potere. Gli anelli entrarono nella cripta delle Lanterne Verdi di Oa, e trasformarono tutti i cadaveri in Lanterne Nere, che prontamente attaccarono le Lanterne vive. Mentre la battaglia infuriava, Soranik e Iolande si fermarono all'infermeria Oana, tentando siperatamente di difendere i feriti dagli attacchi delle Lanterne Nere. Infine, capendo di non potere difendere i feriti e contrattaccare le Lanterne Nere nello stesso momento, Soranik trasportò tutti i pazienti su Mogo, con Iolande come scorta. Soranik aiutò quindi Kyle contro il suo ex amore, Jade. Soranik tentò di non badare alle tante frecciate di Jade, ma si arrabbiò quando Jade le disse che avrebbe incontrato lo stesso destino di tutte le amanti di Kyle. Quindi, Soranik incastrò il suo pugno nella bocca di Jade e poi aumentò il potere del suo anello. Il confronto si interruppe con l'annuncio che il livello di potere di tutte le Lanterne Nere era arrivato al 100%. Jade e le altre Lanterne Nere, quindi, procedettero al tentativo di divorare la Bateria del Potere Centrale. Quando la Lanterna Alpha Chaselon fu attaccato da una Lanterna Nera, la sua batteria interna si danneggiò. Soranik poté solo guardare inorridita mentre Kyle si sacrificava per creare uno scudo che potesse salvare le altre Lanterne dalla conseguente esplosione.
Mentre Soranik tentava di resuscitare Kyle, Guy fu consumato dalla rabbia per la perdita dell'amico. L'anello della Lanterna Rossa Vice si manifestò verso di lui ed egli lo accettò, trasformandosi in una Lanterna Rossa. Mentre si batteva contro le Lanterne Nere, Soranik tentò di combattere contro un anello nero del potere che tentò di attaccarsi al dito di Kyle e di resuscitarlo, ma Monk della Tribù Indigo lo distrusse prima che potesse farlo. Lui ed il resto del Corpo delle Lanterne Verdi difesero lei e il corpo di Kyle Rayner dallo sciame di anelli neri che li circondavano. Quindi, Miri Riam delle Star Sapphires arrivò dopo aver sentito il vero amore tra Soranik e Kyle in pericolo. utilizzò il suo anello per collegare il cuore di Soranik con quello di Kyle e combinò le loro forze di volontà con il potere dell'amore, resuscitando Kyle con successo. Avvertendo tutto ciò, il suo anello ritornò da lui.